# 乔·莱西特
喬·萊西特（Joe Lycett，1988年7月5日—）是英國的一位喜劇演員。他主持有多檔喜劇節目，包括BBC One的Epic Win。莱西特是一位雙性戀者。2020年3月1日，他宣布將自己的正式名字改為Hugo Boss，以抗議同名公司發送公開信要求小企業和慈善機構停用「boss」一詞。